# Manfred Richter (Diplomat)
Manfred Richter (* 21. November 1934 in Halle (Saale)) ist ein ehemaliger deutscher Diplomat. Er war Botschafter der DDR in der Volksrepublik Kongo, in Madagaskar und in Marokko.

## Leben
Richter, Sohn einer Arbeiterfamilie, erlernte nach dem Besuch der Volksschule den Beruf des Maschinenschlossers (1951). Er absolvierte von 1951 bis 1954 die Arbeiter-und-Bauern-Fakultät „Walter Ulbricht“ der Martin-Luther-Universität Halle und studierte zwischen 1954 und 1960 Staatswissenschaften am Institut für Internationale Beziehungen in Moskau mit Abschluss als Diplomstaatswissenschaftler. Ab 1960 war Richter beim Ministerium für Auswärtige Angelegenheiten der DDR (MfAA) beschäftigt. 
1962/1963 war er Mitarbeiter und 1964/1965 als Legationsrat dann Leiter der Handelsvertretung in Mali. Von 1966 bis 1968 war er wieder Mitarbeiter im MfAA unter anderem stellvertretender Leiter der Vierten Außereuropäischen Abteilung (Afrika). Von 1968 bis 1970 leitete er erneut als Legationsrat die Handelsvertretung in der malischen Hauptstadt Bamako. Von 1970 bis 1973 war Richter Gesandter und ab März 1973 Botschafter in Brazzaville. Von 1974 bis 1980 sowie von 1982 bis 1987 leitete er die Abteilung Nord- und Westafrika im MfAA. Dazwischen war er als Nachfolger von Hans-Jürgen Weitz von Juni 1980 bis Oktober 1981 Botschafter in Antananarivo. Vom 27. Oktober 1987 bis 1990 fungierte er als Botschafter in Rabat sowie seit dem 1. März 1988 zweitakkreditiert in der Islamischen Republik Mauretanien.
Richter war seit 1949 Mitglied der FDJ und seit dem 1. Mai 1953 Mitglied der SED.

## Auszeichnungen
- Orden Banner der Arbeit (1977)
- Verdienstmedaille der DDR
- Verdienstmedaille der Nationalen Volksarmee in Bronze